# Torre Rise
La Torre Rise es un rascacielos en construcción que se ubica en la ciudad mexicana de Monterrey (Nuevo León), entre las avenidas Constitución e Hidalgo, a un lado del río Santa Catarina, en la zona del Obispado. Está previsto que tenga 475 metros de altura y 94 plantas más 5 plantas bajo tierra, y que su construcción se extienda hasta 2026.
Cuando finalice su construcción, está previsto que se convierta en el rascacielos más alto de México y América Latina, el segundo del continente americano tras el One World Trade Center en Nueva York, y el 16º del mundo, superando a la cercana Torre Obispado 1, de 305 metros, que desde 2020 es el edificio más alto de Latinoamérica.
El proyecto prevé que la torre albergue diez pisos de hotel, cuarenta pisos de oficinas y veinte pisos de apartamentos, así como un mirador, un restaurante, un área de exposiciones culturales, dos pisos de comercios y quince pisos de estacionamiento. El mirador, de acceso público, ofrecerá vistas de 360 grados y ocupará tres de sus pisos más altos. También hay planes para que una estación de la línea 4 del Metrorrey, igualmente en construcción, llegue a este sitio.
En mayo de 2022, se iniciaron las obras en el terreno con la demolición de algunos edificios que se encontraban en él. En diciembre de 2022, se inició la excavación de los cimientos de la torre. En marzo de 2023, se produjo una filtración de agua en el terreno debido a la cercanía del río Santa Catarina y la profundidad de las excavaciones, lo que obligó a suspender temporalmente la obra. En noviembre de 2023, se había concluido el hormigonado de la losa de cimentación. Se estima que las obras se terminen a mediados del 2026, a tiempo para el Mundial.